# القرن الصيني
القَرن الصيني (بالصينية المبسطة: 中国世纪، بالصينية التقليدية: 中國世紀) هو مصطلح مستحدث يشير إلى أن القرن الحادي والعشرين قد تهيمن عليه جمهورية الصين الشعبية من الناحية الجغرافية الاقتصادية أو الجيوسياسية،  على غرار مصطلحات «القرن الأمريكي» الذي يشير إلى القرن العشرين و«القرون البريطانية» التي تشير إلى القرنين الثامن والتاسع عشر. يُستخدم المصطلح بشكل خاص بالاقتران مع التنبؤ بأن اقتصاد الصين قد يتفوق على اقتصاد الولايات المتحدة ليكون الأكبر في العالم.
اعتبارًا من عام 2013، أنشأت الصين مبادرة الحزام والطريق، باستثمارات مستقبلية تقارب 1 تريليون دولار، والتي كانت وفقًا للمحللين دفعة جيوستراتيجية لأخذ دور أكبر في الشؤون العالمية. كما شاركت الصين في تأسيس البنك الآسيوي للاستثمار في البنية التحتية وبنك التنمية الجديد للتنافس مع البنك الدولي وصندوق النقد الدولي في تمويل التنمية. في عام 2015، أطلقت الصين الخطة الإستراتيجية «صنع في الصين 2025» لمواصلة تطوير قطاع التصنيع. جرت مناقشات حول مدى فاعلية هذه البرامج وعمليتها في تعزيز مكانة الصين العالمية.
إن بروز الصين كقوة اقتصادية عالمية مرتبط بعدد سكانها العاملين الضخم. ومع ذلك، فإن السكان في الصين يشيخون بسرعة أكبر من أي دولة أخرى في التاريخ تقريبًا. يمكن أن تعيق الاتجاهات الديموغرافية الحالية النمو الاقتصادي، وتخلق مشاكل اجتماعية صعبة، وتحد من قدرة الصين على العمل كقوة مهيمنة عالمية جديدة. كما أن النمو الاقتصادي في الصين المدفوع بالديون في المقام الأول يخلق مخاوف بشأن مخاطر التخلف عن سداد الائتمان الكبيرة وأزمة مالية محتملة.
وفقًا لمجلة الإيكونوميست، على أساس تعادل القوة الشرائية (PPP)، أصبح الاقتصاد الصيني الأكبر في العالم في عام 2013. على أساس سعر الصرف الأجنبي، ذكرت بعض التقديرات في عام 2020 وأوائل عام 2021 أن الصين يمكن أن تتفوق على الولايات المتحدة في عام 2028، أو 2026 إذا زادت قوة العملة الصينية. اعتبارًا من يوليو 2021، قدر محللو بلومبيرغ إل بي أن الصين إما أن تتفوق على الولايات المتحدة لتصبح أكبر اقتصاد في العالم في الثلاثينيات من القرن الحالي أو أنها لن تتمكن أبدًا من تحقيق هذا الهدف. يعتقد بعض العلماء أن صعود الصين قد بلغ ذروته وأن الركود أو التراجع الوشيك قد يتبعه في الأربعينيات.

## النقاشات والعوامل

الناتج المحلي الإجمالي (بالقيمة الحالية للدولار الأمريكي) - الولايات المتحدة، الصين (بتريليونات الدولارات الأمريكية، 1960-2019)

نصيب الفرد من الناتج المحلي الإجمالي - الولايات المتحدة والصين (1960-2019)

قُدر اقتصاد الصين بأنه الأكبر في القرن الخامس عشر حتى القرن الثامن عشر وأوائل القرن التاسع عشر. قال جوزيف ستيجلز إن «القرن الصيني» بدأ في عام 2014. جادلت مجلة الإيكونوميست بأن «القرن الصيني يسير على قدم وساق»، مستشهدة بإجمالي الناتج المحلي للصين منذ عام 2013، إذا حُسب على أساس تعادل القوة الشرائية.
في نوفمبر 2020، وقعت الصين على الشراكة الاقتصادية الإقليمية الشاملة كاتفاقية تجارة حرة  في مواجهة الشراكة العابرة للمحيط الهادئ. وقد اعتبر بعض المعلقين الصفقة «نصرًا كبيرًا» للصين، على الرغم من أنه ثبت أنها ستضيف 0.08% فقط إلى الناتج المحلي الإجمالي الصيني لعام 2030 بدون مشاركة الهند.
قال الخبير السياسي ماثيو كرونيغ إن «الخطط التي يُستشهد بها في كثير من الأحيان كدليل على رؤية الصين بعيدة النظر، مبادرة الحزام والطريق وصنع في الصين 2025، تم الإعلان عنها من قبل شي جين بينغ فقط في عامي 2013 و2015، على التوالي. كلاهما حديث للغاية بحيث لا يمكن الاحتفال بهما كأمثلة رائعة للتخطيط الاستراتيجي الناجح طويل الأجل.» 
وفقًا لباري نوتون، الأستاذ وخبير الصين في جامعة كاليفورنيا، سان دييغو، كان متوسط الدخل في الصين 42,359 رنمينبي للأسر في المناطق الحضرية و16,021 رنمينبي للأسر الريفية في عام 2019. حتى عند معدل تحويل تعادل القوة الشرائية، كان متوسط الدخل الحضري يزيد قليلاً عن 10,000 دولار أمريكي وكان متوسط الدخل الريفي أقل بقليل من 4,000 دولار أمريكي في الصين. تساءل نوتون عما إذا كان من المعقول أن يأخذ بلد متوسط الدخل من هذا النوع «مثل هذا الجزء غير المتناسب من الإنفاق المحفوف بالمخاطر الذي ينطوي عليه ريادة التقنيات الجديدة». وعلق أنه في حين أنه لا معنى له من منظور اقتصادي بحت، فإن صانعي السياسة الصينيين لديهم «اعتبارات أخرى» عند تنفيذ سياستهم الصناعية مثل صنع في الصين 2025.
اعتمادًا على الافتراضات المختلفة للسيناريوهات، تشير التقديرات إلى أن الصين إما ستتفوق على الولايات المتحدة لتصبح أكبر اقتصاد في العالم في الثلاثينيات من القرن الحالي أو لن تكون قادرة على فعل ذلك أبدًا.

### العلاقات الدولية
في عام 2011، أصدر مايكل بيكلي، الباحث الزميل في كلية هارفارد كينيدي، مجلته «القرن الصيني؟ لماذا ستستمر حافة أمريكا» التي ترفض أن الولايات المتحدة في حالة انحدار بالنسبة للصين أو أن أعباء الهيمنة التي تتحملها الولايات المتحدة للحفاظ على نظام معولم تساهم في انحدارها. يجادل بيكلي بأن قوة الولايات المتحدة دائمة، وأن «القطبية الأحادية» والعولمة هما السببان الرئيسيان. يقول: «الولايات المتحدة تستمد مزاياها التنافسية من موقعها الغالب، والعولمة تسمح لها باستغلال هذه المزايا، وجذب النشاط الاقتصادي والتلاعب بالنظام الدولي لمصلحتها».
يعتقد بيكلي أنه إذا كانت الولايات المتحدة في حالة تدهور نهائي، فإنها ستتبنى سياسات اقتصادية تعتمد على التجارة الجديدة وتنسحب من الالتزامات العسكرية في آسيا. «ومع ذلك، إذا لم تكن الولايات المتحدة في حالة تدهور، وإذا كانت العولمة والهيمنة هما السببان الرئيسيان لذلك، فيجب على الولايات المتحدة أن تفعل العكس: يجب أن تحتوي نمو الصين من خلال الحفاظ على سياسة اقتصادية دولية ليبرالية، ويجب أن تقهر طموحات الصين من خلال الحفاظ على وجود سياسي وعسكري قوي في آسيا». يعتقد بيكلي أن الولايات المتحدة تستفيد من كونها قوة مهيمنة- فالولايات المتحدة لم تقلب النظام الدولي لمصلحتها في عام 1990، بل بالأحرى، انهار النظام الحالي حولها.
العلماء المشككون في قدرة الولايات المتحدة على الاحتفاظ بمكانة رائدة هم روبرت بيب، الذي حسب أن «أحد أكبر الانحدارات النسبية في التاريخ الحديث» ينبع من «انتشار التكنولوجيا إلى بقية العالم». وبالمثل، كتب فريد زكريا، «إن النظام أحادي القطب في العقدين الماضيين يتضاءل ليس بسبب العراق ولكن بسبب انتشار السلطة على نطاق أوسع في جميع أنحاء العالم.»  يتنبأ بول كيبشومبا بحرب باردة مميتة بين الولايات المتحدة والصين في القرن الحادي والعشرين، وإذا لم تحدث تلك الحرب الباردة، فإنه يتوقع أن تحل الصين محل الولايات المتحدة في جميع جوانب الهيمنة العالمية.
كتبت الأكاديمية روزماري فوت أن صعود الصين أدى إلى بعض إعادة التفاوض بشأن الهيمنة الأمريكية في منطقة آسيا والمحيط الهادئ، لكن التناقض بين طموحات الصين المعلنة وإجراءاتها السياسية أدى إلى أشكال مختلفة من المقاومة، الأمر الذي جعل الهيمنة الأمريكية تواجه تحديًا جزئيًا فقط. في غضون ذلك، يلاحظ سي. راجا موهان أن «العديد من جيران الصين ينجرفون بشكل مطرد نحو الحياد بين بكين وواشنطن أو ببساطة قبول هيمنة جارهم العملاق». ومع ذلك، فقد أشار أيضًا إلى أن أستراليا والهند واليابان قد تحدت بكين بسهولة. يقترح ريتشارد هايدريان أن «تفوق أمريكا على الصين هو شبكتها الواسعة والمتينة بشكل مدهش من التحالفات الإقليمية، لا سيما مع القوى الوسطى اليابان وأستراليا، وبشكل متزايد الهند، التي تشترك في مخاوف مشتركة، وإن لم تكن متطابقة، بشأن إصرار الصين المتزايد.» 
في خضم المخاوف العالمية من أن النفوذ الاقتصادي للصين يشمل النفوذ السياسي، صرح الزعيم الصيني شي جين بينغ «بغض النظر عن المدى الذي تتطور فيه الصين، فلن تسعى أبدًا إلى الهيمنة». في العديد من القمم الدولية، كان إحداها المنتدى الاقتصادي العالمي في يناير 2021، ذكر الزعيم الصيني شي جين بينغ تفضيله للتعددية والتعاون الدولي. ومع ذلك، يقارن العالم السياسي ستيفن والت بين الرسالة العامة وترهيب الصين للدول المجاورة. وعلى الرغم من تشجيعه لإمكانية التعاون المتبادل المنفعة، إلا أنه يجادل بأن «المنافسة بين القوتين الأعظم مرتبطة إلى حد كبير بالبنية الناشئة للنظام الدولي». وفقًا لرئيس الوزراء السنغافوري السابق لي كوان يو، «سوف يرغب الصينيون [في البداية] في مشاركة هذا القرن على قدم المساواة مع الولايات المتحدة ولكن لديهم نية أن يكونوا أعظم قوة في العالم في نهاية المطاف.» 
كتب لي يو وصوفيا سوي في جريدة آسيا يوروب جورنال أن الشراكة الاستراتيجية بين الصين وروسيا «تظهر نية الصين الاستراتيجية لتعزيز قوتها» الصارمة «من أجل رفع مكانتها على المستوى النظامي (العالمي)».

### الشيخوخة السريعة والتحديات الديموغرافية

التقديرات التاريخية للسكان، جنبًا إلى جنب مع عدد السكان المتوقع حتى عام 2100 استنادًا إلى سيناريو المتغير المتوسط للأمم المتحدة لأكبر 3 دول تضم أكبر عدد من السكان حاليًا: الصين والهند والولايات المتحدة

توقعات البنك الدولي للسكان في سن العمل في الصين حتى عام 2050

إن بروز الصين كقوة اقتصادية عالمية مرتبط بعدد سكانها العاملين الضخم. ومع ذلك، فإن السكان في الصين يشيخون بشكل أسرع من أي دولة أخرى في التاريخ تقريبًا. في عام 2050، ستصبح نسبة الصينيين الذين تجاوزوا سن التقاعد 39% من إجمالي السكان. الصين تتقدم في السن بسرعة في مرحلة مبكرة من تطورها مقارنة بالدول الأخرى. يمكن أن تعيق الاتجاهات الديموغرافية الحالية النمو الاقتصادي، وتخلق مشاكل اجتماعية صعبة، وتحد من قدرات الصين على العمل ككيان عالمي جديد.
كتب بريندان أورايلي، الخبير الضيف في خدمات الاستخبارات الجيوسياسية، «إن السيناريو المظلم للانحدار الديموغرافي الذي يثير حلقة ردود فعل سلبية للأزمة الاقتصادية وعدم الاستقرار السياسي والهجرة وزيادة الخصوبة المتناقصة أمر حقيقي للغاية بالنسبة للصين». قال نيكولاس إبرستادت، الخبير الاقتصادي والديموغرافي في معهد أمريكان إنتربرايز، إن الاتجاهات الديموغرافية الحالية سوف تطغى على الاقتصاد الصيني والجغرافيا السياسية، مما يجعل صعودها غير مؤكد. قال: «لقد ولى عصر النمو الاقتصادي البطولي».
قال رايان هاس من معهد بروكينغز إن «عدد السكان في سن العمل في الصين يتقلص بالفعل؛ بحلول عام 2050، ستنتقل الصين من ثمانية عمال لكل متقاعد الآن إلى عاملين لكل متقاعد. علاوة على ذلك، فقد نجحت بالفعل في تقليص معظم مكاسب الإنتاجية الكبيرة التي تأتي مع زيادة تعليم السكان وتحضرهم إلى المدن واعتمادهم التقنيات لجعل التصنيع أكثر كفاءة».
وفقًا للاقتصادي الأمريكي سكوت روزيل والباحثة ناتالي هيل، «تبدو الصين كثيرًا مثل المكسيك أو تركيا في الثمانينيات أكثر من تايوان أو كوريا الجنوبية في الثمانينيات. لم يصل أي بلد على الإطلاق إلى مستوى الدخل المرتفع مع معدلات التحصيل في المدارس الثانوية التي تقل عن 50 في المائة. مع معدل التحصيل في المدارس الثانوية في الصين بنسبة 30 في المائة، يمكن أن تكون البلاد في ورطة خطيرة». ويحذرون من أن الصين تخاطر بالوقوع في فخ الدخل المتوسط بسبب الانقسام بين الريف والحضر في التعليم والبطالة الهيكلية. يتفق الاقتصاديان مارتن تشورزيمبا وتيانلي هوانغ من معهد بيترسون مع هذا التقييم، مضيفين أن «الصين قد أغفلت التنمية الريفية لفترة طويلة جدًا»، ويجب أن تستثمر في الموارد التعليمية والصحية لمجتمعاتها الريفية لحل أزمة رأس المال البشري المستمرة.

### النمو الاقتصادي والديون

نصيب الصين من الصادرات العالمية (1990-2019)

كانت جمهورية الصين الشعبية هي الاقتصاد الرئيسي الوحيد الذي سجل نموًا في عام 2020، خلال جائحة فيروس كورونا. نما اقتصاد الصين بنسبة 2.3% بينما من المتوقع أن يتقلص الاقتصاد الأمريكي ومنطقة اليورو بنسبة 3.6% و7.4% على التوالي. ارتفعت حصة الصين من الناتج المحلي الإجمالي العالمي إلى 16.8%، بينما استحوذ الاقتصاد الأمريكي على 22.2% من الناتج المحلي الإجمالي العالمي في عام 2020. لكن بحلول نهاية عام 2024، من المتوقع أن يكون الاقتصاد الصيني أصغر مما كان متوقعا في السابق، بينما من المتوقع أن يكون الاقتصاد الأمريكي أكبر، وفقا لتقرير صندوق النقد الدولي لعام 2021 عن التوقعات الاقتصادية العالمية. من المتوقع أن تستمر قيادة الولايات المتحدة لأرباع قليلة على الأقل، وهي أول فترة مستدامة منذ عام 1990 ينمو فيها الاقتصاد الأمريكي بمعدل أعلى من الاقتصاد الصيني.
كانت زيادة الإقراض في الصين مدفوعة في المقام الأول برغبتها في زيادة النمو الاقتصادي في أسرع وقت ممكن. قُيم أداء المسؤولين الحكوميين المحليين لعقود تقريبًا بناءً على قدرتهم على تحقيق النمو الاقتصادي. ذكرت أماندا لي في جريدة جنوب الصين الصباحية أنه «مع تباطؤ نمو الصين، هناك مخاوف متزايدة من أن العديد من هذه الديون معرضة لخطر التخلف عن السداد، مما قد يؤدي إلى أزمة نظامية في النظام المالي الذي تهيمن عليه الدولة في الصين».
تتوقع ديانا تشويليفا أن تتجاوز نسبة ديون الصين قريبًا مثيلتها في اليابان في ذروة أزمتها. تجادل تشويليفا «للحصول على دليل على أن بكين تدرك أنها تغرق في الديون وتحتاج إلى عوامة نجاة، لا تنظر إلى أبعد من تصرفات الحكومة. أخيرًا، تضخ درجة من ضبط الأسعار في سوق سندات الشركات وتشجع المستثمرين الأجانب بنشاط على المساعدة في تمويل تخفيض كومة ضخمة من الديون المعدومة».
ارتفعت نسبة الدين الصيني إلى الناتج المحلي الإجمالي من 178% في الربع الأول من عام 2010 إلى 275% في الربع الأول من عام 2020. اقتربت نسبة الدين الصيني إلى الناتج المحلي الإجمالي من 335% في الربعين الثاني والثالث من عام 2020. قال رايان هاس، من معهد بروكينغز، إن «الصين تنفد من الأماكن المنتجة للاستثمار في البنية التحتية، وسيزيد ارتفاع مستويات الديون من تعقيد مسار نموها».
تقوم حكومة جمهورية الصين الشعبية بانتظام بمراجعة أرقام الناتج المحلي الإجمالي، غالبًا في نهاية العام. نظرًا لأن الحكومات المحلية تواجه ضغوطًا سياسية لتحقيق أهداف النمو المحددة مسبقًا، يشك الكثيرون في دقة الإحصائيات. وفقًا لتشانغ تاي هسيه، الاقتصادي في كلية الأعمال بجامعة شيكاغو بوث والباحث المشارك في المكتب القومي للأبحاث الاقتصادية ومايكل زينج سونغ، أستاذ الاقتصاد في الجامعة الصينية في هونغ كونغ، ربما تم المبالغة في التقدير بنسبة 1.7 في المائة كل عام بين عامي 2008 و2016، مما يعني أن الحكومة ربما تكون قد بالغت في تقدير حجم الاقتصاد الصيني بنسبة 12-16 في المائة في عام 2016.
وفقًا للاستراتيجي والمؤرخ الأمريكي إدوارد لوتواك، فإن الصين لن تثقل كاهلها مشاكل اقتصادية أو سكانية ضخمة، لكنها ستفشل استراتيجيًا لأن «الإمبراطور يتخذ جميع القرارات وليس لديه من يصححه». وقال إن الصين من الناحية الجيوسياسية «كسبت عامًا واحدًا في السباق» في عام 2020 باستخدام إجراءات حكومة شمولية، لكن هذا وضع «تهديد الصين» في المقدمة، مما دفع الحكومات الأخرى للرد.

### التراجع الصيني
يجادل بعض العلماء بأن صعود الصين سينتهي بحلول عام 2020. وفقًا لخبراء السياسة الخارجية مايكل بيكلي وهال براندز، فإن الصين، كقوة تصحيحية، لديها القليل من الوقت لتغيير الوضع الراهن للعالم لصالحها بسبب «ندرة الموارد الشديدة» و«الانهيار الديموغرافي» و«فقدان الوصول إلى العالم الترحيبي الذي مكّن من تقدمها»، مضيفًا أن«ذروة الصين» قد وصلت بالفعل.
وفقًا لأندرو إريكسون من الكلية الحربية البحرية الأمريكية وغابرييل كولينز من معهد بيكر، فإن قوة الصين تبلغ ذروتها، مما يخلق «عقدًا من الخطر من نظام يدرك إدراكًا متزايدًا أنه لا يملك سوى وقت قصير للوفاء ببعض أهم وأطول الأهداف». كتب ديفيد فون درييل، كاتب عمود في صحيفة واشنطن بوست، أنه سيكون من الصعب على الغرب إدارة تدهور الصين أكثر من صعودها.
وفقًا لجون مولر من معهد كاتو، قد يحدث «هبوط أو ركود طويل الأمد على الأقل، بدلاً من صعود مستمر» للصين. وذكر البيئة والفساد والتوترات العرقية والدينية وعداء الصين تجاه الشركات الأجنبية، من بين أمور أخرى، كعوامل مساهمة في التدهور الوشيك للصين.